# Natriumarsenide
Natriumarsenide, ook bekend als trinatriumarsenide, is de anorganische verbinding van natrium en arseen met de formule {\displaystyle {\ce {Na3As}}}. Het is een donker gekleurde vaste stof die ontleed bij contact met water of lucht.

## Synthese
Het kan bereid worden uit de elementen bij een temperatuur van 200–400 °C.

## Reacties
Bij contact met water wordt arsine gevormd.
{\displaystyle {\ce {Na3As\ +\ 3H2O\ ->\ 3NaOH\ +\ H3As}}}

## Structuur

Bij hoge druk neemt Na_{3}As de zogenaamde Li_{3}Bi -structuur aan.

De stof is vooral bekend omdat ze gebruikt wordt als voorbeeldverbinding in de structuurchemie. Bij normale druk (1000 hPa = 100 kPa) heeft natriumarsenide een structuur die vergelijkbaar is met die van veel andere alkaliverbindingen van de stikstofgroep. Bij 3,6 GPa ( = 3,6.106 kPa) gaat Na3As over in de Li3Bi structuur, een andere structurele voorbeeldverbinding.

## Toepassingen
Natriumarsenide is een kristallijne vaste stof die toegepast wordt als halfgeleider en in foto-optische apparaten.